# Aleksander Pawlak (Fußballspieler)
Aleksander Pawlak (* 14. November 2001 in Płock) ist ein polnischer Fußballspieler.

## Karriere
Aleksander Pawlak erlernte das Fußballspielen beim polnischen Verein Wisła Płock. Am 15. Februar 2020 debütierte der polnische Außenverteidiger für die Profimannschaft am 22. Spieltag der Ekstraklasa 2019/20 beim 0:0-Remis gegen ŁKS Łódź, als er in der zweiten Halbzeit eingewechselt wurde.
2021 wurde Pawlak an OKS Stomil Olsztyn verliehen. Für den Verein aus Olsztyn absolvierte er vier Spiele in der zweiten polnischen Liga.